# Danny Ainge
Daniel Ray Ainge (Eugene, Oregon, 17 maart 1959) is een Amerikaans voormalig basketballer die met de Boston Celtics tweemaal het NBA-kampioenschap won. Van 1996 tot 1999 was hij hoofdcoach van de Phoenix Suns.

## Carrière

### Basketbal
Ainge speelde collegebasketbal voor de BYU Cougars van 1977 tot 1981 wanneer hij deelnam aan de NBA Draft. Hij werd als 31e gekozen door de Boston Celtics en speelde zeven seizoenen en een half voor de club. Hij werd tweemaal kampioen in 1984 en 1986 en speelde in 1988 in het NBA All-Star Game. Hij werd halverwege het seizoen 1989-1990 samen met Brad Lohaus geruild naar de Sacramento Kings in ruil voor Joe Kleine en Ed Pinckney. In 1990 werd hij opnieuw geruild, ditmaal naar de Portland Trail Blazers, in ruil voor Byron Irvin, een 1ste ronde draft in 1991 en een 2de ronde draft in 1992. In het seizoen 1991-1992 werd Ainge kampioen in de Western Conference waarna ze de NBA-finale verloren van de Chicago Bulls. Na twee seizoenen tekende hij als vrije speler bij Phoenix Suns, na drie seizoenen stopte hij als speler. Hij ging het seizoen erop aan de slag als hoofdcoach bij de Suns, een functie die hij zou blijven uitoefenen tot 1999.
Na enkele jaren als televisiecommentator werd hij in 2003 aangesteld als uitvoerend directeur van de Boston Celtics. Na een zeer slecht seizoen in 2006/07 en de nodige kritiek van Paul Pierce wordt Ainge in 2007 algemeen directeur van de Celtics. Vrij kort na zijn aanstelling slaagde Ainge er in om zowel Ray Allen als Kevin Garnett aan te trekken. Onder impuls van deze nieuwe 'Big Three' werden de Celtics voor de 17e keer NBA-kampioen. Ook de daaropvolgende 4 seizoenen zijn de Celtics nog de beste in de Atlantic Division, maar verdere landstitels blijven uit. 
Op 2 juni 2021 verlaat Ainge de Celtics maar het duurt maar enkele maanden voor hij zijn comeback in het basketbal maakt: op 15 december 2021 werd Ainge aangesteld als CEO bij de Utah Jazz.

### Honkbal
Ainge speelde van 1979 tot 1981 honkbal voor de Toronto Blue Jays in de MLB.

## Erelijst

### Als speler
- NBA-kampioen: 1984, 1986
- NBA All-Star: 1988
- Nummer 22 teruggetrokken door de BYU Cougars
- BYU Hall of Fame: 1991[2]
- Oregon Sports Hall of Fame: 1999[3]
- CoSIDA Academic All-America Hall of Fame: 2000[4]

### Als manager
- NBA-kampioen: 2008
- NBA Executive of the Year: 2008

## Statistieken

### Regulier seizoen
| Seizoen  | Team                   | WG   | WS  | MPW  | 2P%  | 3P%  | FW%  | RPW | APW | SPW | BPW | PPW  |
| -------- | ---------------------- | ---- | --- | ---- | ---- | ---- | ---- | --- | --- | --- | --- | ---- |
| 1981/82  | Boston Celtics         | 53   | 1   | 10,6 | 35,7 | 29,4 | 86,2 | 1,1 | 1,6 | 0,7 | 0,1 | 4,1  |
| 1982/83  | Boston Celtics         | 80   | 76  | 25,6 | 49,6 | 17,2 | 74,2 | 2,7 | 3,1 | 1,4 | 0,1 | 9,9  |
| 1983/84  | Boston Celtics         | 71   | 3   | 16,3 | 46,0 | 27,3 | 82,1 | 1,6 | 2,3 | 0,6 | 0,1 | 5,4  |
| 1984/85  | Boston Celtics         | 75   | 73  | 34,2 | 52,9 | 26,8 | 86,8 | 3,6 | 5,3 | 1,6 | 0,1 | 12,9 |
| 1985/86  | Boston Celtics         | 80   | 78  | 30,1 | 50,4 | 35,6 | 90,4 | 2,9 | 5,1 | 1,2 | 0,1 | 10,7 |
| 1986/87  | Boston Celtics         | 71   | 66  | 35,2 | 48,6 | 44,3 | 89,7 | 3,4 | 5,6 | 1,4 | 0,2 | 14,8 |
| 1987/88  | Boston Celtics         | 81   | 81  | 37,3 | 49,1 | 41,5 | 87,8 | 3,1 | 6,2 | 1,4 | 0,2 | 15,7 |
| 1988/89  | Boston Celtics         | 45   | 28  | 30,0 | 46,0 | 37,4 | 89,1 | 3,4 | 4,8 | 1,2 | 0,0 | 15,9 |
| 1988/89  | Sacramento Kings       | 28   | 26  | 36,7 | 45,2 | 38,7 | 81,3 | 3,6 | 6,7 | 1,5 | 0,3 | 20,3 |
| 1989/90  | Sacramento Kings       | 75   | 68  | 36,4 | 43,8 | 37,4 | 83,1 | 4,3 | 6,0 | 1,5 | 0,2 | 17,9 |
| 1990/91  | Portland Trail Blazers | 80   | 0   | 21,4 | 47,2 | 40,6 | 82,6 | 2,6 | 3,6 | 0,8 | 0,2 | 11,1 |
| 1991/92  | Portland Trail Blazers | 81   | 6   | 19,7 | 44,2 | 33,9 | 82,4 | 1,8 | 2,5 | 0,9 | 0,2 | 9,7  |
| 1992/93  | Phoenix Suns           | 80   | 0   | 27,0 | 46,2 | 40,3 | 84,8 | 2,7 | 3,3 | 0,9 | 0,1 | 11,8 |
| 1993/94  | Phoenix Suns           | 68   | 1   | 22,9 | 41,7 | 32,8 | 83,0 | 1,9 | 2,6 | 0,8 | 0,1 | 8,9  |
| 1993/94  | Phoenix Suns           | 74   | 1   | 18,6 | 46,0 | 36,4 | 80,8 | 1,5 | 2,8 | 0,6 | 0,1 | 7,7  |
| Carrière | Carrière               | 1042 | 508 | 26,6 | 46,9 | 37,8 | 84,6 | 2,7 | 4,0 | 1,1 | 0,1 | 11,5 |

### Play-offs
| Seizoen  | Team                   | WG  | WS | MPW  | 2P%  | 3P%  | FW%  | RPW | APW | SPW | BPW | PPW  |
| -------- | ---------------------- | --- | -- | ---- | ---- | ---- | ---- | --- | --- | --- | --- | ---- |
| 1981/82  | Boston Celtics         | 10  | 0  | 12,9 | 42,2 | 50,0 | 76,9 | 1,3 | 1,1 | 0,2 | 0,1 | 5,0  |
| 1982/83  | Boston Celtics         | 7   | 7  | 28,7 | 38,9 | 40,0 | 72,7 | 2,0 | 3,6 | 0,7 | 0,1 | 9,4  |
| 1983/84  | Boston Celtics         | 19  | 0  | 13,3 | 45,6 | 22,2 | 70,0 | 0,8 | 2,0 | 0,5 | 0,1 | 4,8  |
| 1984/85  | Boston Celtics         | 21  | 21 | 32,7 | 46,6 | 43,8 | 76,9 | 2,8 | 5,8 | 1,5 | 0,0 | 11,0 |
| 1985/86  | Boston Celtics         | 18  | 18 | 36,2 | 55,4 | 41,2 | 86,7 | 4,2 | 5,2 | 2,3 | 0,1 | 15,6 |
| 1986/87  | Boston Celtics         | 20  | 19 | 38,1 | 48,7 | 43,8 | 86,1 | 2,6 | 4,6 | 1,2 | 0,2 | 14,8 |
| 1987/88  | Boston Celtics         | 17  | 17 | 39,4 | 38,6 | 32,8 | 88,1 | 3,1 | 6,4 | 0,5 | 0,1 | 11,6 |
| 1990/91  | Portland Trail Blazers | 16  | 0  | 17,3 | 44,8 | 30,6 | 82,1 | 1,8 | 1,9 | 0,8 | 0,2 | 8,0  |
| 1991/92  | Portland Trail Blazers | 21  | 0  | 21,4 | 47,9 | 40,4 | 83,0 | 1,9 | 2,3 | 0,7 | 0,0 | 10,6 |
| 1992/93  | Phoenix Suns           | 24  | 0  | 24,6 | 37,6 | 41,3 | 87,2 | 2,5 | 2,3 | 0,5 | 0,1 | 8,1  |
| 1993/94  | Phoenix Suns           | 10  | 0  | 23,0 | 45,8 | 42,5 | 71,4 | 2,3 | 2,1 | 0,6 | 0,1 | 8,6  |
| 1994/95  | Phoenix Suns           | 10  | 0  | 13,7 | 50,0 | 46,2 | 90,9 | 1,0 | 1,0 | 0,5 | 0,0 | 6,0  |
| Carrière | Carrière               | 193 | 82 | 26,1 | 45,6 | 39,7 | 82,9 | 2,3 | 3,4 | 0,9 | 0,1 | 9,9  |

00 Parish · 
3 Johnson · 
8 Wedman · 
28 Buckner · 
30 Carr · 
31 Maxwell · 
32 McHale · 
33 Bird · 
40 Clark · 
43 Henderson · 
44 Ainge · 
50 Kite · 
Coach Jones
00 Parish · 
3 Johnson · 
5 Walton · 
8 Wedman · 
11 Vincent · 
12 Sichting · 
32 McHale · 
33 Bird · 
34 Carlisle · 
44 Ainge · 
45 Thirdkill · 
50 Kite · 
Coach Jones